# Cippo della Carpegna

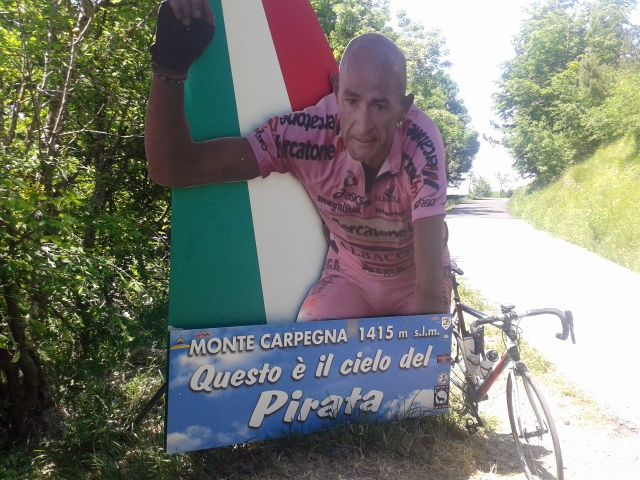
Monumento a Marco Pantani sulla salita

Il Cippo di Carpegna (il nome deriva dal fatto che tale salita porta alla località omonima, così chiamata per la presenza di un cippo ivi eretto in memoria di Sandro Italico Mussolini) è una salita relativamente breve (lunghezza di circa 7-8 km), ma durissima, situata sul Monte Carpegna, nell'Appennino Tosco-Romagnolo, al confine tra Emilia-Romagna, Toscana e Marche.
La salita è stata resa celebre da Marco Pantani, che era solito scalare questa ripida salita durante i suoi allenamenti: il campione sosteneva infatti che fosse più utile delle grandi salite alpine, come il Mortirolo o l'Alpe d'Huez, per preparare le grandi corse a tappe; in memoria dello scalatore romagnolo, riprendendo una sua celebre frase, ogni anno a Carpegna si corre una gran fondo in mountain bike chiamata "Il Carpegna mi basta!!".

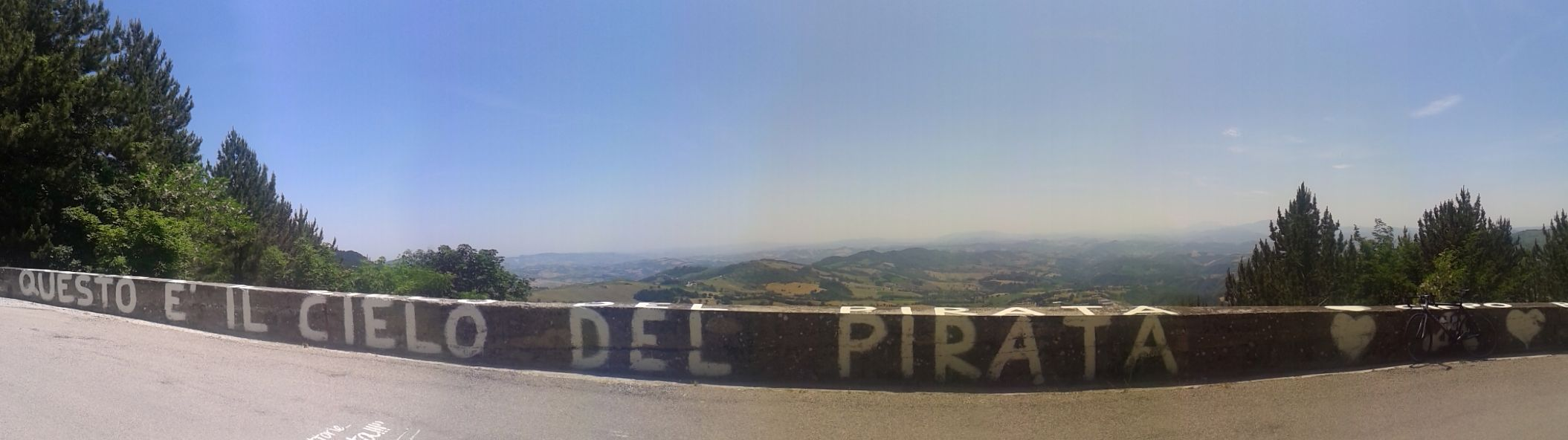
Belvedere verso il riminese, nei pressi della cima